# Cypselurus opisthopus
Cypselurus opisthopus is een straalvinnige vissensoort uit de familie van vliegende vissen (Exocoetidae). De wetenschappelijke naam van de soort is voor het eerst geldig gepubliceerd in 1865 door Bleeker.